# Heilig Hartbeeld (Appeltern)
Het Heilig Hartbeeld is een standbeeld in de Nederlandse plaats Appeltern, in de provincie Gelderland.

## Achtergrond
In 1906 werd door architect C. Franssen de Sint-Servatiuskerk in Appeltern ontworpen. In de volgende jaren werd de kerk gebouwd en vrijwel geheel ingericht met meubilair en beelden die werden gemaakt in het atelier van Jan Custers. Custers maakte ook het Heilig Hartbeeld dat in 1930 op het voorplein van de kerk werd geplaatst. Het geheel werd in 2001 erkend als rijksmonument. In 2009 werd het beeld gerestaureerd en een paar meter verplaatst voor de aanleg van een fietspad.

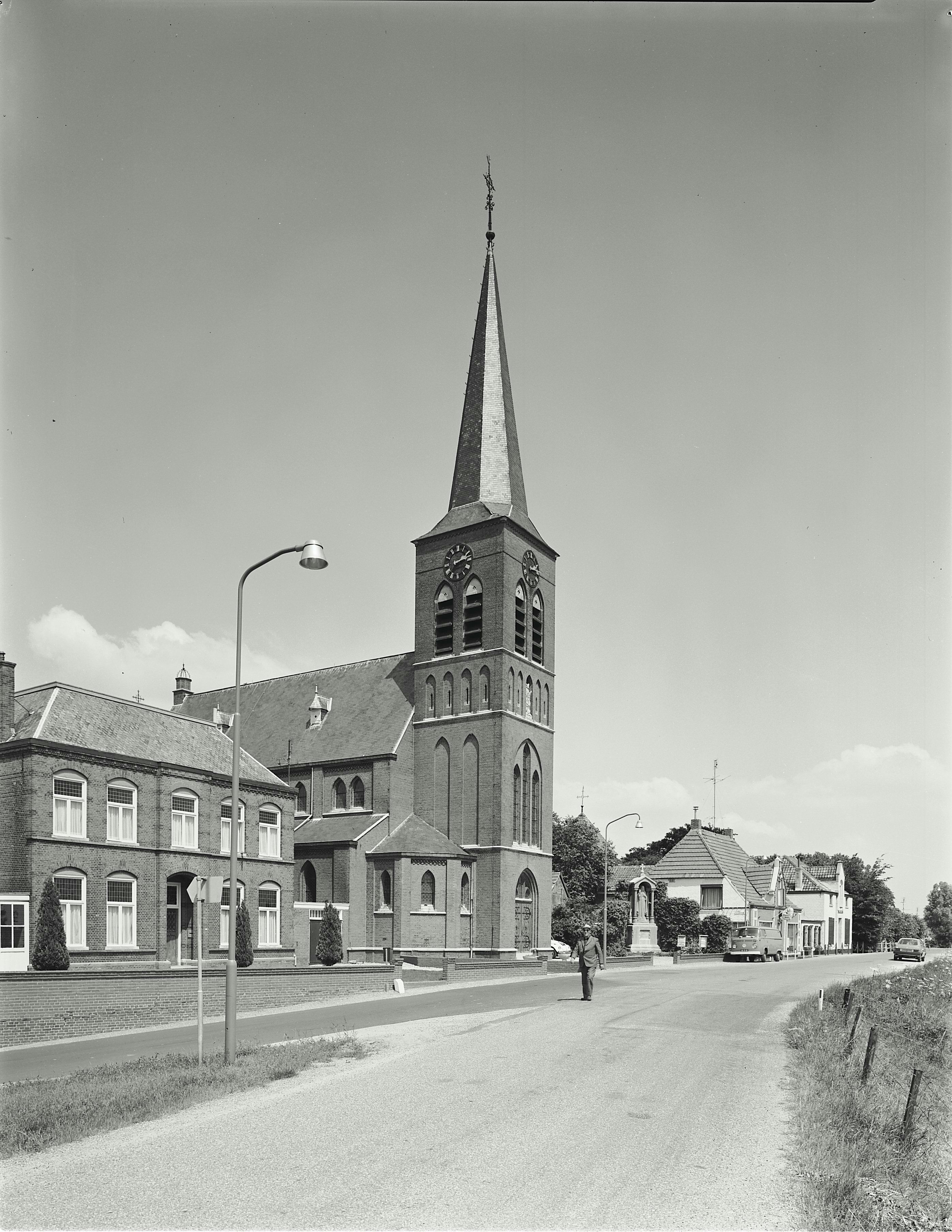
De kerk, met rechts het beeld.

## Beschrijving
Het beeld toont een staande Christusfiguur in een lang gewaad. Hij houdt zijn rechterhand zegenend geheven, met de linkerhand wijst hij naar het Heilig Hart op de borst. Het beeld staat onder een ciborium dat wordt bekroond door een kruis. 
Een inscriptie aan de voorzijde van de sokkel vermeldt de tekst 

H HART VAN JEZUS
ZEGEN
APPELTERN

Het muurtje achter het beeld is een latere toevoeging.